# LK lander

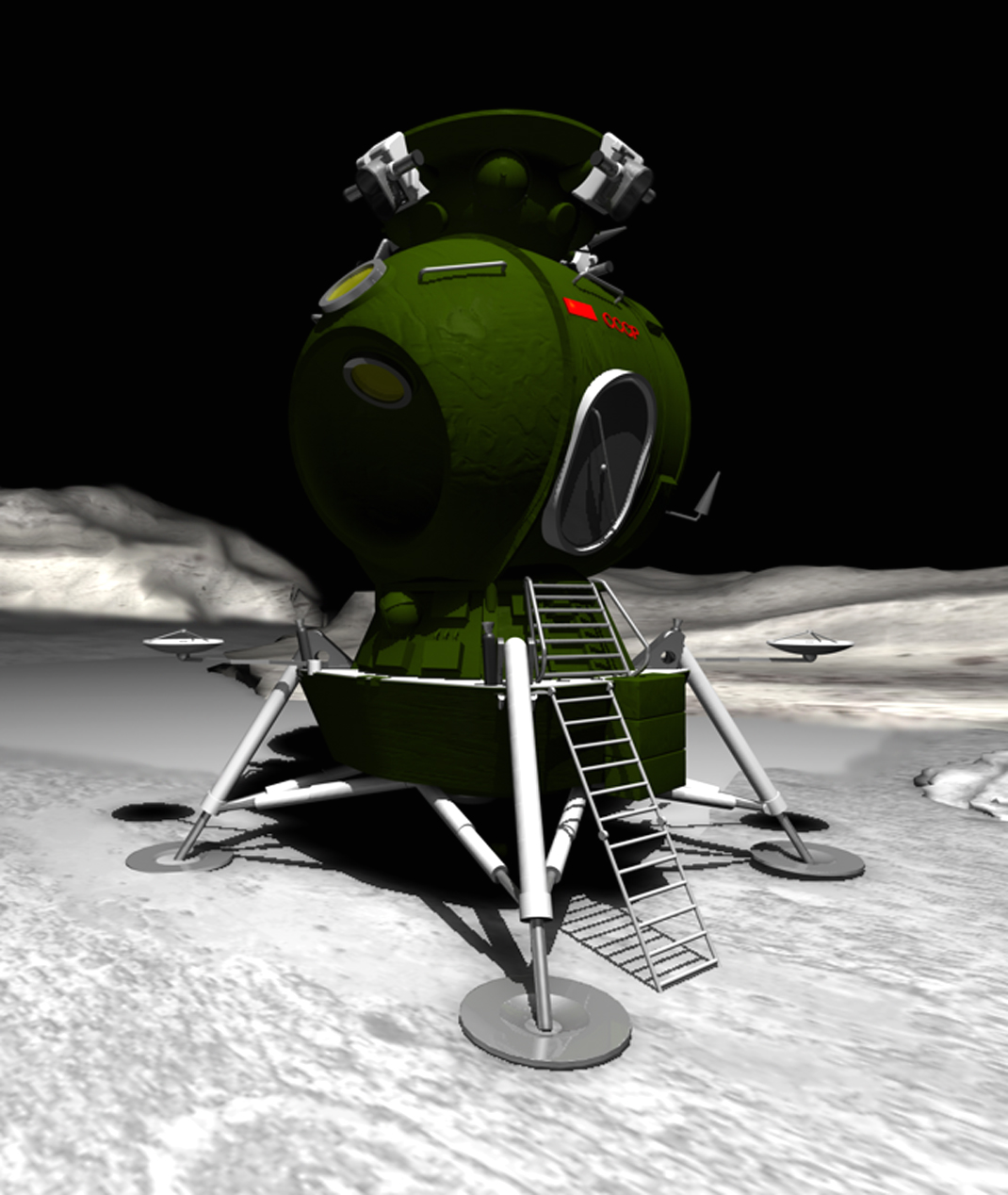
A "Nave Lunar" soviética.

A Nave Lunar (LK), em russo Лунный корабль - Lunniy Korabl, foi o módulo lunar soviético,
que deveria pousar com dois astronautas na Lua. Ela era o equivalente do Módulo Lunar Apollo. 
O desenvolvimento deste módulo foi concluído, e testes foram efetuados em órbita terrestre. No entanto, sua missão primária, como parte do
Programa lunar tripulado soviético, nunca foi executada, pois o projeto do veículo lançador, do qual toda a missão dependia, 
o foguete N-1, não foi bem sucedido.